# Phasmatocottus ctenopterygius
Phasmatocottus ctenopterygius is een straalvinnige vissensoort uit de familie van donderpadden (Cottidae). De wetenschappelijke naam van de soort is voor het eerst geldig gepubliceerd in 1936 door Bolin.